# Zuidermeer
Zuidermeer is een dorp in de gemeente Koggenland, in de Nederlandse provincie Noord-Holland. Het dorp heeft 545 inwoners (2023).
Zuidermeer is gelegen ten zuidwesten van Wognum en ten noordwesten van Bobeldijk. Onder het dorp vallen formeel ook de buurtschappen Noordermeer en Baarsdorpermeer. Die laatste is zelfs sinds de jaren 1990 zo goed als geheel onderdeel van woonkern van het dorp. Zuidermeer viel tot 1 januari 1979 onder de bannes en gemeentes Berkhout en Spanbroek (in 1959 opgegaan in Opmeer) en Wognum. Na de gemeentelijke herindeling van 1979 tot 2007 behoorde het gehele dorp tot de gemeente Wester-Koggenland.
Zuidermeer is vernoemd naar het feit dat het als gehucht is ontstaan ten zuidwesten van de Baarsdorpermeer. In 1745 komt de plaats voor als Suyder Meer. De plaats is echter ouder dan 1745. Dat kan men onder meer zien aan een boerderij uit de 17e eeuw. Deze boerderij is een Latijnse school geweest en van 1640 tot 1830 was het een katholieke schuilkerk. De boerderij is al vele eeuwen in handen van dezelfde familie. In 1934 werd de Onze-Lieve-Vrouw van Lourdeskerk gebouwd.
Het dorp kent een eigen basisschool, hoewel het dorp niet al te groot is.
Naast de jaarlijkse kermis wordt om de vijf jaar een zeskamp gehouden. Hierbij wordt Zuidermeer in zessen verdeeld en wordt er twee dagen lang strijd gehouden om diverse prijzen. Er vinden onder andere een karrenoptocht, playbackshows en een sportdag plaats.

## Afbeeldingen

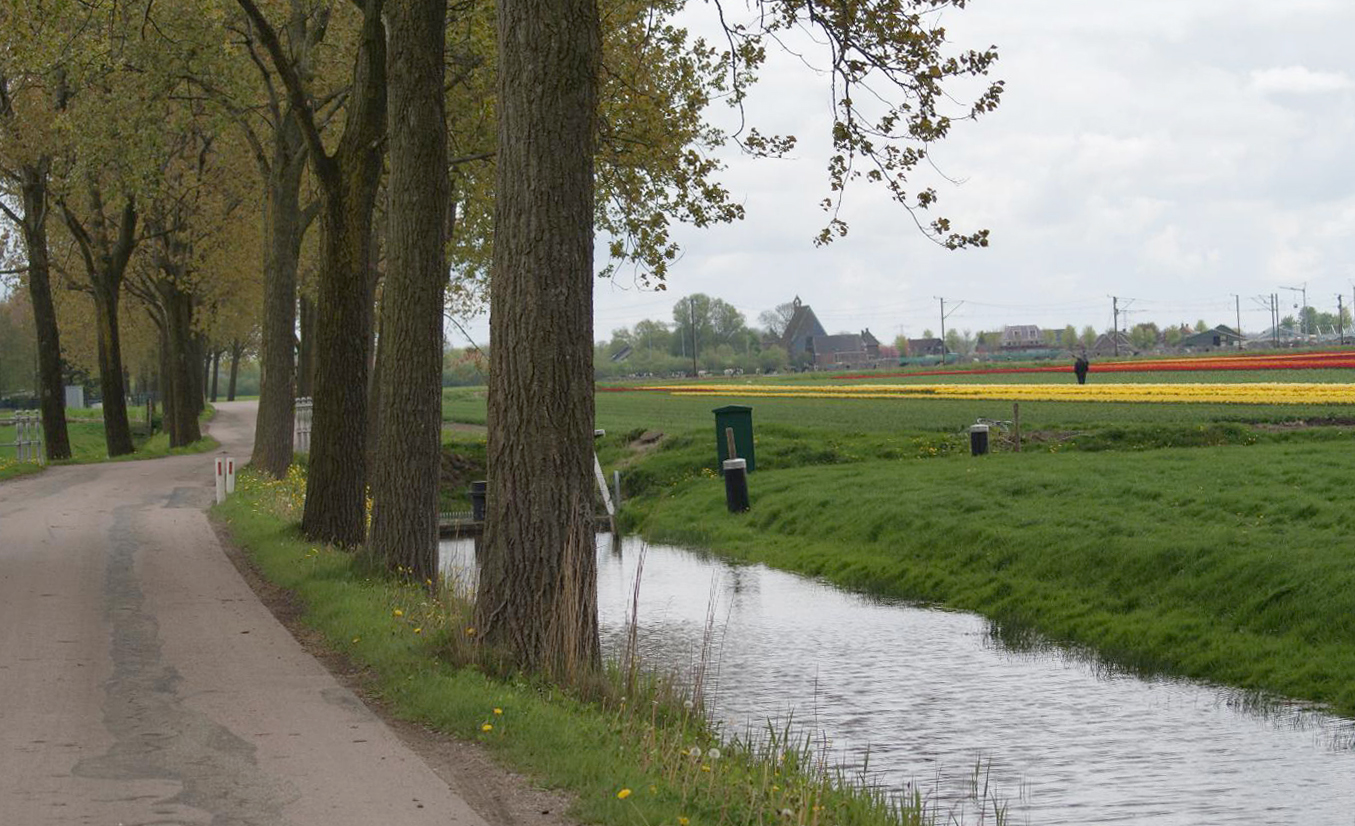
Weg in Zuidermeer
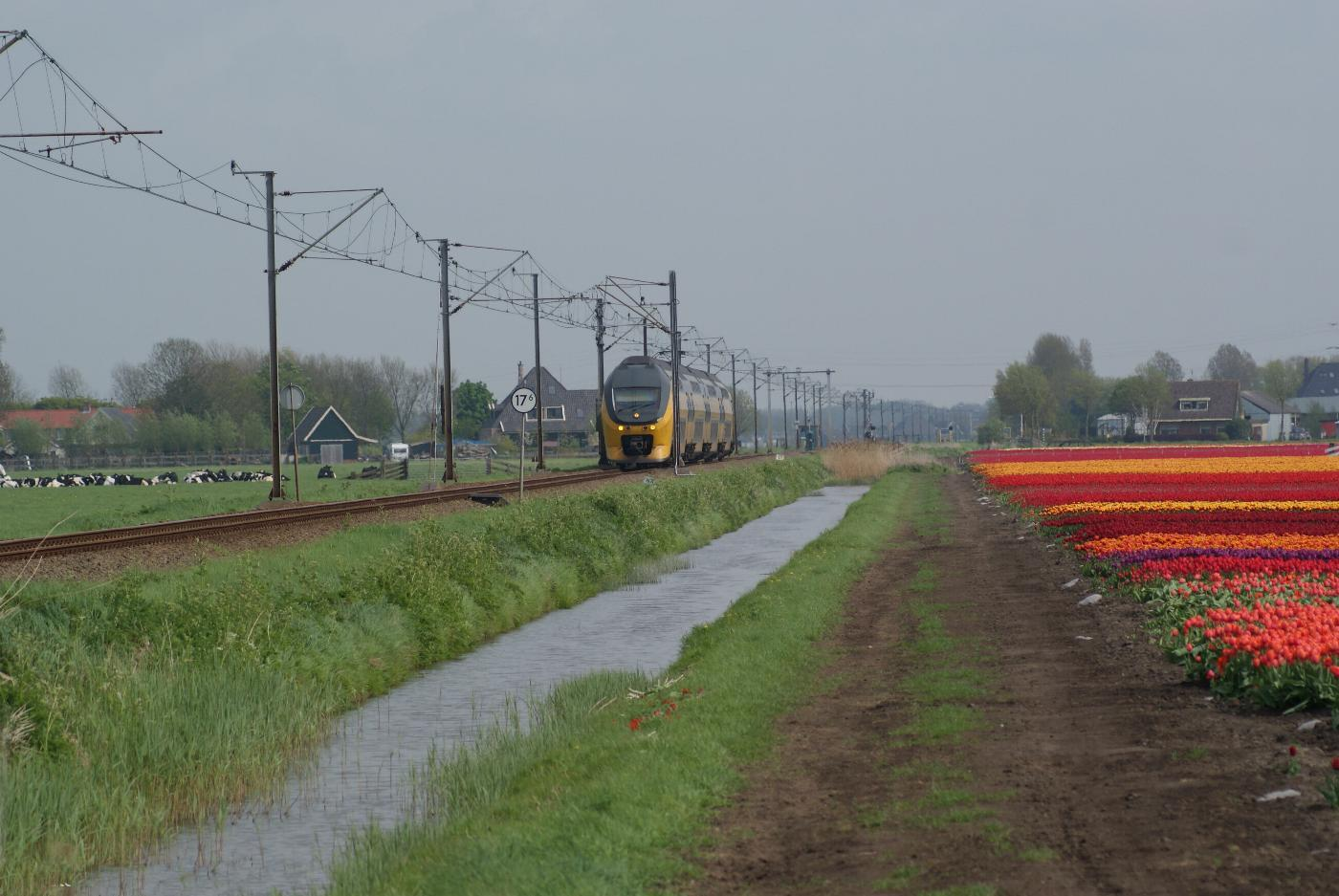
Spoorlijn Heerhugowaard - Hoorn ter hoogte van Zuidermeer
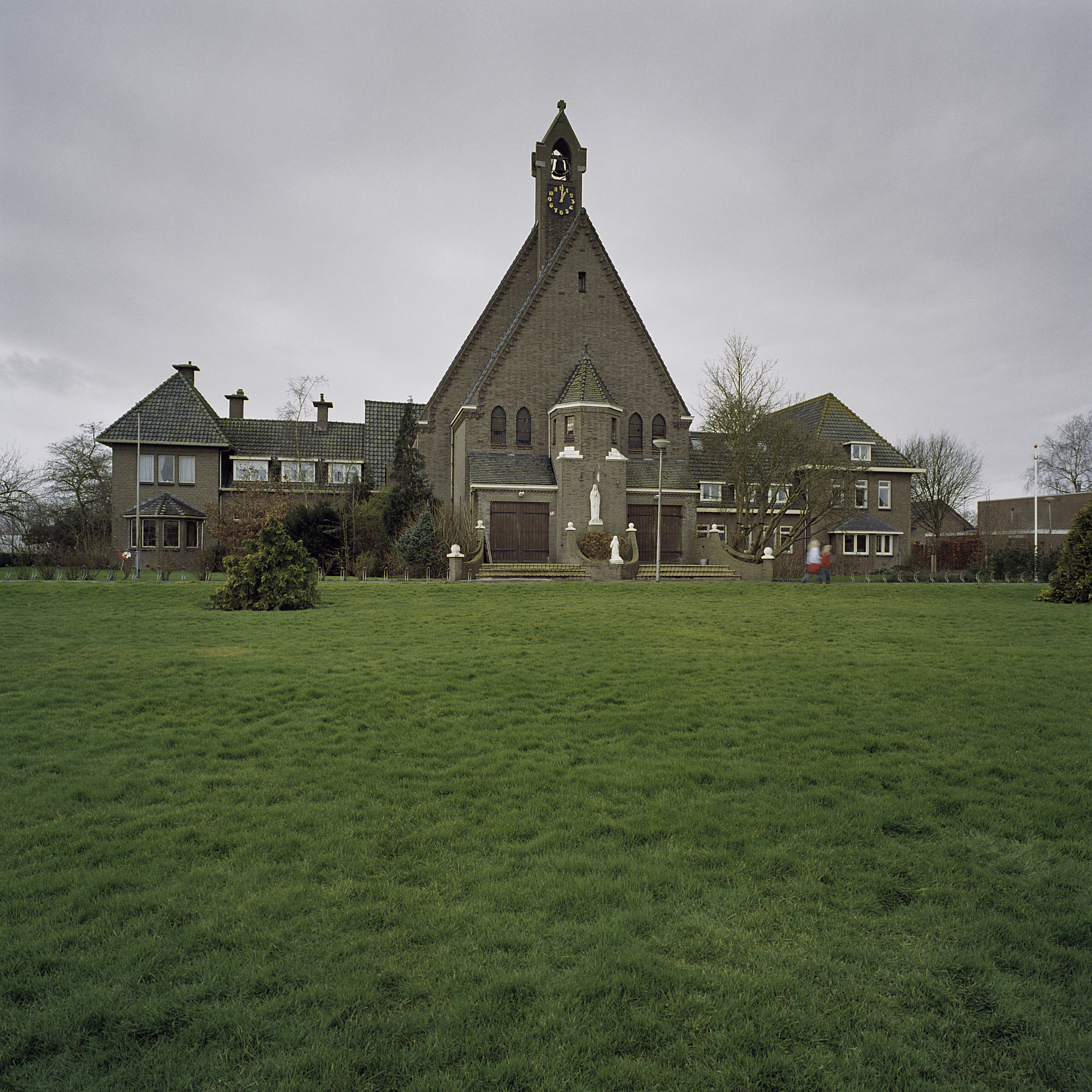
Onze-Lieve-Vrouw van Lourdeskerk